# Clavularia levidensis
Clavularia levidensis är en korallart som beskrevs av Madsen 1944. Clavularia levidensis ingår i släktet Clavularia och familjen Clavulariidae. Inga underarter finns listade i Catalogue of Life.